# Djati
Djati war ein Prinz der altägyptischen 4. Dynastie. Er war vermutlich ein Sohn des Horbaef und dessen Frau Meresanch II. und somit ein Enkel von Pharao Cheops. Einem seiner Titel zufolge leitete er gegen Ende der 4. Dynastie eine nicht näher bekannte Expedition.
Djati gehört die Mastaba G 7810 auf dem Ostfriedhof der Cheops-Pyramide, in deren Opferkapelle mehrere Scheintüren gefunden wurden.